# Parag Agrawal

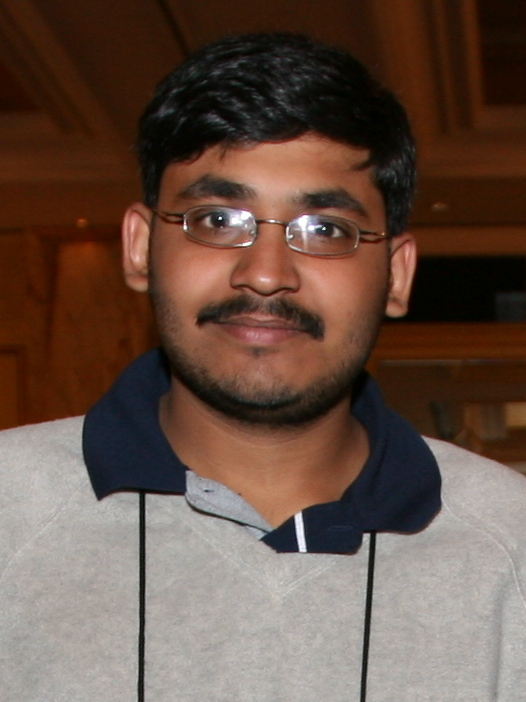
Parag Agrawal, 2005

Parag Agrawal (* 21. Mai 1984 in Ajmer, Rajasthan) ist ein indischer Informatiker, Ingenieur und Manager. Von November 2021 bis Oktober 2022 war er Chief Executive Officer (CEO) von Twitter. Zuvor hatte er ab Oktober 2011 als Softwareingenieur und ab Oktober 2017 als Chief Technology Officer (CTO) für das Unternehmen gearbeitet.

## Laufbahn
Agrawal wurde in Ajmer geboren und zog als Kind mit seiner Familie nach Mumbai um. Sein Vater war hoher Beamter bei der indischen Atomenergiebehörde und seine Mutter Lehrerin. Agrawal gewann 2001 eine Goldmedaille bei der Internationalen Physikolympiade in Antalya. Bei der Aufnahmeprüfung des Indischen Institut für Technologie in Mumbai im Jahr 2000 belegte er den 77. Platz und erwarb dort 2005 einen Bachelor of Technology (BTech) in Informatik und Ingenieurwesen. Anschließend zog Agrawal in die Vereinigten Staaten, um an der Universität Stanford in Informatik zu promovieren.
Agrawal arbeitete bei Microsoft, AT&T und Yahoo, bevor er 2011 als Softwareingenieur bei Twitter anheuerte. 2017 gab Twitter die Ernennung Agrawals zum Chief Technology Officer (CTO) bekannt, nachdem Adam Massinger das Unternehmen verlassen hatte. 2019 übernahm Agrawal die Leitung von Project Bluesky, einer Initiative zur Entwicklung eines dezentralen sozialen Netzwerkprotokolls. Am 29. November 2021 gab Jack Dorsey seinen Rücktritt als Chief Executive Officer (CEO) von Twitter bekannt und stellte zugleich Agrawal als seinen Nachfolger vor. Einen Tag nach Agrawals Ernennung zum CEO gab Twitter eine neue Inhaltsrichtlinie heraus: „Ab heute werden wir das Teilen privater Medien wie Bilder oder Videos von Privatpersonen ohne deren Zustimmung nicht mehr zulassen.“
Am 27. Oktober 2022 wurde Agrawal als CEO entlassen, nachdem Elon Musk das Unternehmen und den dazugehörigen Kurznachrichtendienst übernommen hatte.

## Aussagen
In einem Interview mit der MIT Technology Review im November 2020 sagte Agrawal auf die Frage nach der Meinungsfreiheit: „Unsere Aufgabe ist es nicht, an den Ersten Verfassungszusatz gebunden zu sein, sondern unsere Aufgabe ist es, einer gesunden öffentlichen Konversation zu dienen. (…) Wir sollten uns weniger darauf konzentrieren, über die Meinungsfreiheit nachzudenken, sondern darüber nachdenken, wie sich die Zeiten geändert haben.“
Nach seiner Ernennung zum CEO von Twitter wurde Agrawal von US-amerikanischen Konservativen für einen Tweet aus dem Jahr 2010 kritisiert, in dem er schrieb: „Wenn sie nicht zwischen Muslimen und Extremisten unterscheiden, warum sollte ich dann zwischen Weißen und Rassisten unterscheiden?“ Agrawal sagte, er habe sich dabei lediglich auf ein Zitat des Komikers Aasif Mandvi während eines Beitrags in der Daily Show bezogen.

## Privates
Agrawal ist mit Vineeta Agrawal verheiratet und Vater eines Sohnes. Seine Frau arbeitet für den Risikokapitalgeber Andreessen Horowitz.